# Stay Strong
"Stay Strong"은 버벌진트가 Ja와 함께 앨범 작업을 해 2009년 4월에 발표한 디지털 싱글이다.

## 수록곡
1. Stay Strong (With Ja)
2. Stay Strong (A Capella)